# Holsterörarna
Holsterörarna är ett naturreservat i Kalix kommun i Norrbottens län.
Området är naturskyddat sedan 1997 och är 1,4 kvadratkilometer stort. Reservatet omfattar två öar och en halvö på västra delen av Bergön. Skogen består av gran och björk. 